# The Blank Generation
The Blank Generation je americký dokumentární film z roku 1976, který natočil Ivan Král, který se nejvíce proslavil jako kytarista a baskytarista Iggyho Popa a Patti Smith Group.

## Obsazení
- Richard Hell
- Patti Smith Group
- Television
- Ramones
- The Heartbreakers
- Talking Heads
- Blondie
- Harry Toledo
- Marbles
- Tuff Darts
- Wayne County
- The Miamis
- New York Dolls
- The Shirts